# Escoles Velles
Les escoles de la Carrerada, més popularment conegudes com les escoles velles, i actualment l'edifici que alberga el CEIP Josep Maria Folch i Torres, és una escola de Palau-solità i Plegamans (Vallès Occidental) construïda l'any 1934. L'edifici és una obra protegida com a bé cultural d'interès local.

## Edifici
El conjunt el formaven dos mòduls corresponents a dues escoles. Com que es va preveure una futura ampliació, varen construir-se en un extrem del solar deixant els laterals lliures per a una futura connexió. Als anys cinquanta va fer-se l'ampliació, però no es va respectar el sistema originari de mòduls idèntics. Les escoles varen construir-se seguint els principis del GATCPAC en quant a l'arquitectura escolar: espai i mobiliari proporcionat a les dimensions dels nens, bona orientació i fàcil connexió de les aules amb l'exterior, bona ventilació i màxima il·luminació.
Les escoles velles és un edifici de planta baixa, de superfícies planes, amb grans finestrals que serveixen per organitzar els espais sempre a partir de la seva funcionalitat. Inicialment es componia de quatre classes de quaranta alumnes, amb els serveis corresponents. Cada classe comunica amb una terrassa descoberta. El corredor és el vestíbul i guarda-roba. Comunica amb l'exterior a través d'un porxo mitjançant una rampa d'accés. Els lavabos tenen ventilació transversal. A l'exterior, els murs plans i arrebossats responen al mateix interès funcional propi de l'estil racionalista de l'edifici. Les cobertes són de teula. Als anys cinquanta es va fer una ampliació a la façana oest, sense respectar el sistema originari de cossos autònoms.
- Façana frontal de les escoles velles.
- Façana posterior de les escoles velles.
- Plànol general de les escoles velles.

## Història
L'edifici va ser projectat l'any 1933 pels arquitectes Josep Torres i Clavé i Josep Lluís Sert i López, membres del moviment arquitectònic GATCPAC. A l'agost de 1933 es van licitar les obres de l'escola, que seguirien les directrius del Comissariat de la Casa Obrera de la Generalitat i serien construïdes per obrers del ram de la construcció de Palau-solità i Plegamans. La construcció de l'edifici va ser possible gràcies a les gestions del llavors president de la Generalitat, Francesc Macià, que va aconseguir una entesa financera entre l'Ajuntament i la Caixa de Pensions per a la Vellesa i d'Estalvis. Si ve les classes van començar l'any escolar 1934-1935, la inauguració es produí l'abril de 1936 i a aquesta assistiren diverses autoritats, com Josep Maria del Sucre que anava en representació del president Lluís Companys i el conseller de cultura Ventura Gasol que no varen poder participar en l'esdeveniment. També varen assistir Pere Foix, secretari del conseller d'obres públiques, l'alcalde del municipi, Lluís Casajuana, i altres personalitats de la vila.

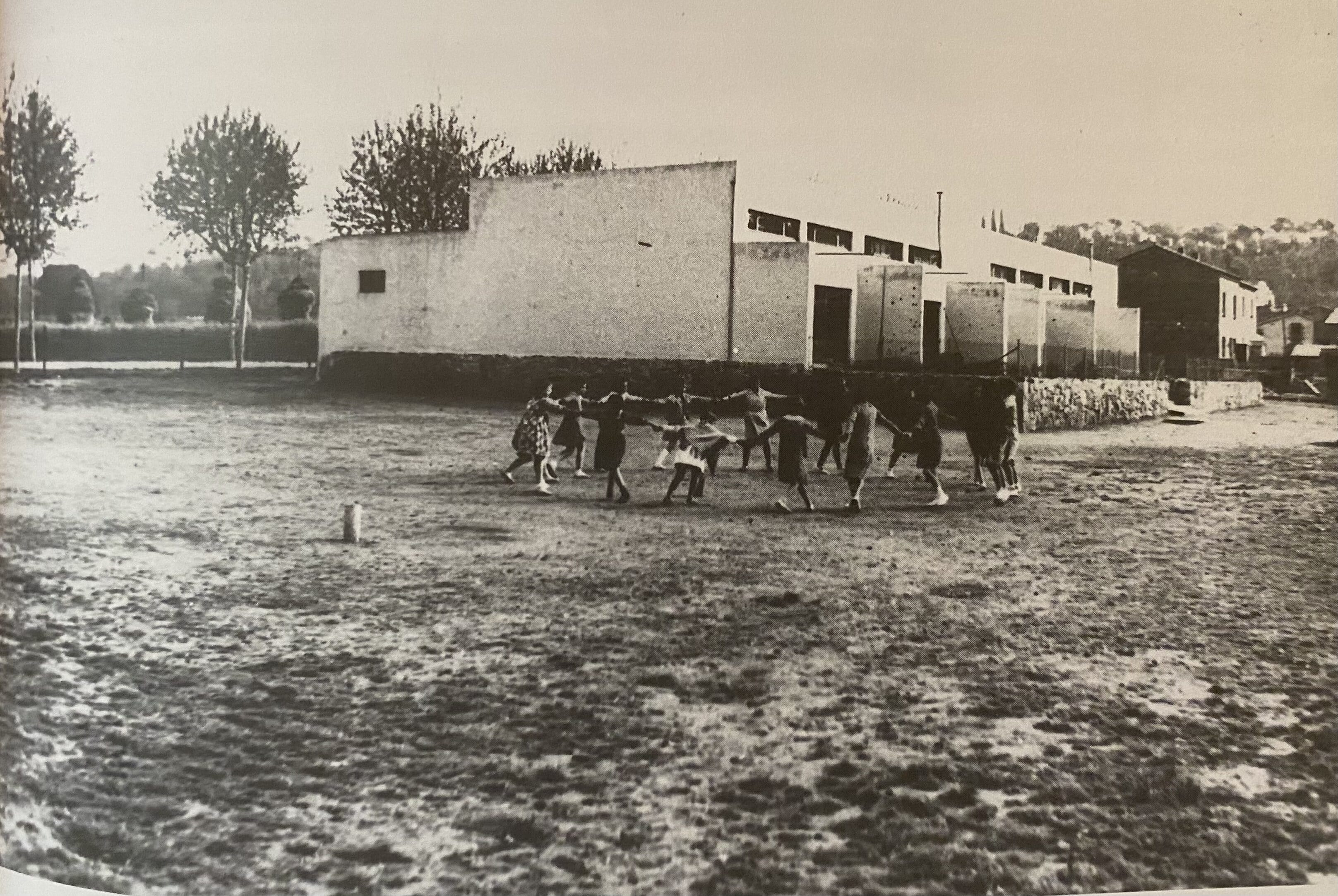
Nens al patí de les escoles velles (1938)

Aquestes escoles són fruit del govern de la Generalitat durant el període de la República, seguint els interessos de l'ensenyament primari que, a partir del 1931, desenvolupà unes noves tècniques educatives que podien satisfer els ideals democràtics del moment. Es promovia el laïcisme escolar i l'escola unificada front a la tradició de separar entre nens i nenes. Aquesta Escola Nacional, que a hores d'ara és coneguda com les "Escoles Nacionals Velles" de la Carrerada, foren no solament una innovació en el món de l'arquitectura, sinó també en el concepte d'entendre la pedagogia, a la vegada que donaven més capacitat a les aules i als espais d'esbarjo.
Des de principis dels anys 30, a Catalunya i a la resta d'Europa es va anar desenvolupant un moviment atent a les demandes socials, facilitat per la proclamació de la II República Espanyola. Les condicions de vida havien de ser més favorables, això afectava els espais públics i privats. El GATCPAC (Grup d'Arquitectes i Tècnics Catalans per al Progrés de la Cultura Contemporània), fundat per Josep Lluís Sert al novembre de 1930, promovia una sèrie d'idees a tenir en compte als construir una escola: espai i mobiliari proporcionats a les dimensions del nen, bona orientació i fàcil connexió de les aules amb l'exterior, bona ventilació i màxima il·luminació. Les escoles de Palau van ser ideades com a "escola tipus", és a dir, pensada com a model a seguir en posteriors grups escolars, i van ser les primeres d'aquest tipus al conjunt de l'Estat Espanyol.